# Avire (cratère)
Pour l’article homonyme, voir Avire.
Ne doit pas être confondu avec la ville d'Aviré (France).

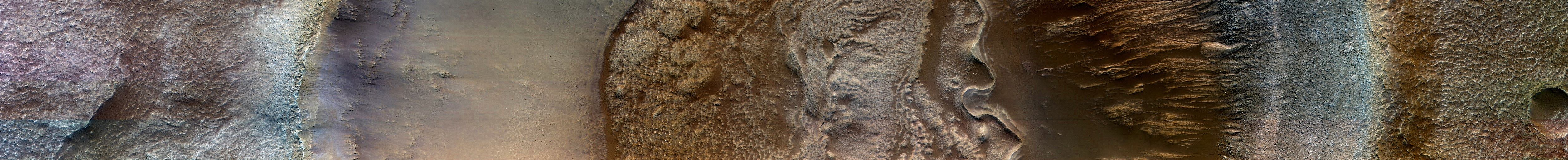
Image du cratère Avire (montage)

Le cratère Avire est un cratère d'impact de 6,85 km de diamètre situé sur Mars dans le quadrangle de Phaethontis. Il a été nommé en référence à la ville d'Avire au Vanuatu.